# Orbit

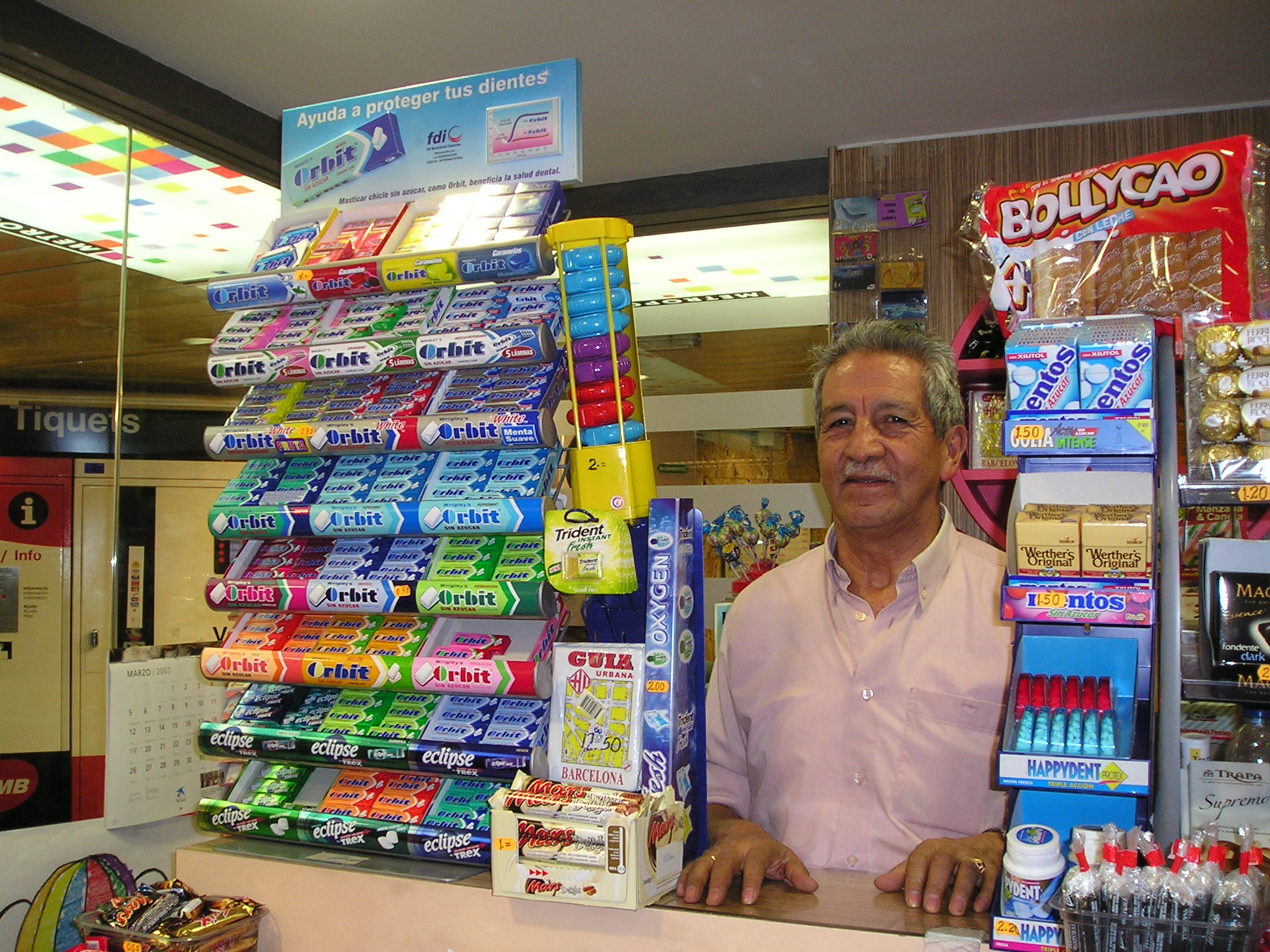
Stoisko z gumami Orbit w sklepie w Hiszpanii

Orbit – marka bezcukrowych gum do żucia firmy Wrigley Company. Dostępna jest w różnych smakach i opakowaniach. Guma Orbit powstała w Stanach Zjednoczonych w 1944. Podczas II wojny światowej, ze względu na racjonowanie składników, skład gumy był uproszczony. Nazwa Orbit powstała ze słowa sorbitol (alkohol cukrowy).
Pod koniec 2007 roku, American Dental Association wydało oświadczenie, że żucie niektórych gum Orbit, przez co najmniej 20 minut po jedzeniu, poprawia zdrowie jamy ustnej.